# Darıdere-Talsperre
Die Darıdere-Talsperre (türkisch Darıdere Barajı) befindet sich 50 km westlich der Großstadt Eskişehir in der Provinz Bilecik.
Die Darıdere-Talsperre wurde in den Jahren 1972–1977 5 km östlich der Ortschaft Dodurga am Sarısu Çayı, einem Zufluss des Porsuk Çayı, errichtet. 
Sie dient der Bewässerung einer Fläche von 3103 ha. 
Das Absperrbauwerk ist ein 29,6 m hoher Erdschüttdamm.  
Das Dammvolumen beträgt 678.000 m³.   
Der Stausee bedeckt bei Normalstau eine Fläche von 2,45 km². 
Der Speicherraum liegt bei 19,21 Mio. m³.